# Староваряська сільська рада
Староваря́ська сільська рада (рос. Староваряшский сельский совет) — муніципальне утворення у складі Янаульського району Башкортостану, Росія. Адміністративний центр — село Старий Варяш.

## Населення
Населення — 609 осіб (2019, 718 в 2010, 838 в 2002).

## Склад
До складу поселення входять такі населені пункти:
| Населений пункт       | Населення, осіб (2002) | Населення, осіб (2010) |
| --------------------- | ---------------------- | ---------------------- |
| Будья-Варяш, присілок | 201                    | 166                    |
| Наняди, присілок      | 211                    | 171                    |
| Новий Варяш, присілок | 112                    | 96                     |
| Старий Варяш, село    | 314                    | 285                    |